# Jung Sun-yong
Dans ce nom coréen, le nom de famille, Jung, précède le nom personnel.
Jung Sun-yong, née le 11 mars 1971, est une judokate sud-coréenne.

## Biographie
Elle dispute les Jeux olympiques d'été de 1996 à Atlanta où elle remporte une médaille d'argent.

## Palmarès

### Jeux olympiques
- Jeux olympiques d'été de 1996 à Atlanta
  -  Médaille d'argent en -56 kg[1]

### Championnats du monde
- Championnats du monde de judo 1995
  -  Médaille d'argent en -56 kg
- Championnats du monde de judo 1999
  -  Médaille de bronze en -56 kg